# Dolls (película de 2002)
Dolls (en japonés: ドールズ, romanizado: Dōruzu) es una película japonesa, de género dramático y romántico, escrita, dirigida y montada por Takeshi Kitano en 2002. Considerada una de las películas más estilizadas de su trayectoria su temática principal no está vinculada al crimen, como también hiciera en Escena frente al mar (1991), algo que resulta poco frecuente en la trayectoria del realizador. Narrado siguiendo la estructura bunraku ha obtenido críticas profesionales positivas que destacan la fotografía de Katsumi Yanagishima, el diseño de vestuario de Yohji Yamamoto y la banda sonora compuesta por Joe Hisaishi.
Obtuvo 7 nominaciones, entre las que destacan la obtenida en el Festival de Venecia, y 3 galardones incluyendo el conseguido por Miho Kanno en los Premios Hochi.

## Argumento
La cinta empieza con un teatro de bunraku, al que precede una escena de una pareja unida por una cuerda, a la que apodan "los mendigos atados". Se tratan de Matsumoto (Hidetoshi Nishijima) y Sawako (Miho Kanno), una pareja truncada cuando Matsumoto es presionado por su padre, un empleado en dificultades, para casarse con la hija del jefe lo que le ayudará a reinsertarse con su estatus en la empresa. Matsumoto cede a las presiones y rompe su compromiso con Sawako. El día de la boda Sawako se intenta suicidar con pastillas y su mejor amiga se presenta en la boda para decírselo a  Matsumoto, indicándole que se halla "en un estado peor que la muerte". La joven está interna en un psiquiátrico, en estado catatónico, al que acude corriendo Matsumoto abandonando precipitadamente su boda. A partir de aquí, hasta el final de la película, será Matsumoto el encargado de cuidar a Sawako, llegando al punto de atarla a su cintura con una cuerda de tender para evitarle peligros, mientras caminan juntos por parques, bosques y montañas, viviendo como mendigos y rompiendo todos los lazos con su familia y amigos. En la historia de ambos no faltan analépsis a tiempos en los que Sawako conservaba su raciocinio y era feliz con Matsumoto. También conocemos cómo la joven ve el mundo a través de sus pesadillas. Es invierno y, en uno de sus paseos, Matsumoto coge dos kimonos que ha encontrado tendidos en medio de la nieve con los que se visten ambos. Llegan al sitio donde él pidió matrimonio a Sawako y ella empieza a estructurar un recuerdo, sacando el colgante que él le había regalado ese día, mientras sonríe y Matsumoto rompe a llorar. Ahuyentados por un guardia se marchan del lugar y, en su  camino, resbalan en la nieve. La pareja aparece muerta colgada por la cuerda que les une de un árbol en un precipicio.
A la historia de los mendigos atados se une, a través de un accidente automovilístico, la segunda historia. En medio de una actuación de televisión vemos a Haruna (Kyoko Fukada), una cantante de pop de éxito. Al salir del estudio ve desde su coche a Nukui (Tsutomu Takeshige) un fan suyo que trabaja dirigiendo el tráfico de una obra. Ella lo reconoce, ya que anteriormente le pidió autógrafos y regalado obsequios, y quiere parar. Su representante le dice que los fanes más antiguos son los más peligrosos y que debe ser precavida. Inesperadamente el coche en que viaja Haruna sufre un accidente. Como consecuencias sufre la pérdida de visión de un ojo y decide retirarse y evitar a sus fanes para que no puedan verla con un ojo tapado. Nukui, impulsado por su enamoramiento, comprueba si puede guardar la imagen de la cantante en su memoria, y al descubrir que sí es capaz, se deja ciego con una cuchilla retractable. Posteriormente acude a visitarla, dando como argumento que no puede verla al ser ciego, y Haruna acepta ver a su fan enamorado. Al descubrir quién es, y que ha perdido la visión, intiman profundamente. Pero cuando él se va, prometiendo volver, muere en la carretera de vuelta a su casa. Ese es el punto de unión con la tercera historia.
Es sábado a la hora de comer y una mujer madura (Chieko Matsubara) está sentada en un banco reservando un asiento para su prometido Hiro (Tatsuya Mihashi). En un flashback vemos a la pareja de jóvenes, en el mismo parque, en el momento en que éste le dice que se marchará para prosperar y que volverá a por ella cuando tenga algo bueno que ofrecerle. Ella, llorando, le promete ir todos los sábados a llevarle la comida promesa que cumple hasta el tiempo presente perdiendo parte de su cordura con los años. Hiro es ya un hombre de edad avanzada, con poca salud, y es jefe de una banda yakuza. Por casualidad acude un sábado al parque y, con sorpresa, encuentra a su antigua novia. El hombre empieza a rememorar su historia y descubrimos que al comenzar su trabajo como sicario resultó gravemente herido. Aunque inicialmente ella no lo reconoce, empieza a atar cabos y concluye: "ya no estoy sola, ha venido Vd.". Pero su historia concluye abruptamente: un sicario de una banda rival mata al jefe Hiro, cuando se aproximaba a su coche, después de prometer a la mujer del parque que volvería a verla.

## Reparto
- Miho Kanno - Sawako
- Hidetoshi Nishijima - Matsumoto
- Kyōko Fukada - Haruna Yamaguchi, la estrella pop
- Tsutomu Takeshige - Nukui, el fan
- Kayoko Kishimoto - La tía de Haruna
- Ren Osugi - El representante de Haruna
- Tatsuya Mihashi - Hiro, el jefe yakuza
- Kanji Tsuda - Hiro, de joven
- Chieko Matsubara - Ryoko, la mujer del parque
- Yūko Daike - Ryoko, de joven

## Recepción
La cinta obtiene valoraciones positivas en los portales de información cinematográfica y entre la crítica profesional. En IMDB con 16.535 valoraciones obtiene una puntuación de 7,5 entre los usuarios del portal. Los usuarios de FilmAffinity, computados 9.131 votos, le otorgan una puntuación de 7,2 sobre 10. En el agregador Rotten Tomatoes obtiene una calificación de "fresco" para el 73% de las 41 críticas profesionales analizadas y para el 88% de los más de 10.000 usuarios del portal que han manifestado su opinión.
Ángel Fernández-Santos en su crítica de 2003 para el diario El País la consideró muy favorablemente destacando su "asombrosa iluminación íntima. (...) portentoso ingenio visual que da alas a la insólita aventura y la hace elevarse a cine exquisito, de grande y rara nobleza". Por contra Carlos Boyero en el diario El Mundo la valoró negativamente reseñando "su hipersensibilidad me resulta insoportable". Mirito Torreiro para la revista cinematográfica Fotogramas le concedió 4 de 5 estrellas calificándola como "tal vez la obra maestra absoluta de Kitano". Borja Crespo en el diario El Correo la valoró positivamente destacando aspectos como ser "una experiencia visual mayúscula, con un tratamiento del color excepcional y una puesta en escena gloriosa, para muchos su obra maestra".